# Aire urbaine de Granville
L'aire urbaine de Granville est une aire urbaine française centrée sur l'unité urbaine de Granville. Composée de 17 communes de la Manche, elle comptait 33 028 habitants en 2016.

## Composition

### Évolution de la composition
- 1999 : 15 communes, dont 5 forment le pôle urbain
- 2000 : 16 communes, dont 5 forment le pôle urbain
  - Carolles se sépare de Jullouville et est ajoutée à la couronne de l'aire urbaine
- 2010 : 17 communes, dont 9 forment le pôle urbain
  - Folligny est ajoutée à la couronne de l'aire urbaine

## Caractéristiques
D'après la délimitation établie par l'INSEE, l'aire urbaine de Granville est composée de 15 communes,  toutes situées dans la Manche. 
5 des communes de l'aire font partie de son pôle urbain, l'unité urbaine (couramment : agglomération) de Granville.
Les 10 autres communes, dites monopolarisées, se répartissent entre 8 communes rurales et 2 communes urbaines, Saint-Pair-sur-Mer et Jullouville, qui forment l'unité urbaine de Saint-Pair-sur-Mer.
L’aire urbaine de Granville appartient à l’espace urbain de Granville-Avranches.
En 1999, ses 28 648 habitants faisaient d'elle la 200e des 354 aires urbaines françaises.
Le tableau suivant indique l’importance de l’aire dans 
le département (les pourcentages s'entendent en proportion du département) :
| Département | Communes | Communes (%) | Superficie (km²) | Superficie (%) | Population (1999) | Population (%) |
| ----------- | -------- | ------------ | ---------------- | -------------- | ----------------- | -------------- |
| Manche      | 15       | 2,5          | 144,82           | 2,4            | 28 648            | 6,0            |

### Évolution depuis 1999
En 2006, la population s’élevait à 30 911 habitants.